# 手塚強
手塚 強（てづか つよし、1975年12月14日 - ）は、岐阜県各務原市出身のドリフトドライバー、自動車販売会社代表。

## プロフィール
- 身長：177cm[1]
- 体重：79kg[1]
- 血液型：Rh+B型[1]
- ニックネーム：つよぽん[1]

## 略歴
JZX81型チェイサーでドリフトを始める。
D1グランプリ（D1GP）には初年度の2001年より、JZX81型トヨタ・チェイサー（マークⅡ顔）を駆って参戦。迫力のある走りを持ち味とし、2001年開幕戦エビスサーキットでは3位に入賞したが、その後はミスの多さやマシンの老朽化から良い結果を残せず、ランキング中位でシーズンを終えていた。
しかし、2005年よりBee☆R（ビーレーシング）のBNR32型スカイラインGT-Rにマシンをチェンジしてから、追走にも進出するようになる。2006年第7戦では、チャンピオン争いをしていた野村謙（ベスト16）、風間靖幸（ベスト8）、熊久保信重（ベスト4）を次々と破り、自己最高位の2位を獲得。2007年に入ってからは安定して上位に顔を出すようになった。
2008年第3戦での鈴鹿サーキットでは念願の初優勝を飾った。また、同年のエキシビジョンマッチTOKYO DRIFT IN ODAIBAでも、野村謙とサドンデス3回に渡る接戦の末優勝を果たしている。
2008年から2010年まで、ER34型スカイラインクーペでD1ストリートリーガルにも参戦していた。
2009年は、第4戦岡山で、決勝で同じGOODYEAR RACINGのゼロクラウンに乗る時田雅義を破り、シリーズ2勝目を挙げる。その後も安定して上位進出しシリーズランキングトップのまま最終戦を迎えたが、今村陽一に僅かな差でポイントを逆転されてしまい、ランキング2位でシリーズを終えた。
2014年は新車のJZX100型マークIIで参戦を発表するが、初戦の富士はマシン製作が遅れてしまい、Bee☆Rのスカイラインで参戦。第2戦鈴鹿からマークIIを投入した。
また、2014年と2015年には、D1GPロシアシリーズに自身の練習機であるJZX100型マークIIで参戦。
2015年に、エビスサーキットで開催されたドリフトジャンボリー夏エビスで、単走優勝、追走でも決勝にて川畑真人を破りパーフェクトウィンを決める。
2016年は、D1GPへの参戦を急遽休止した。
2017年D1GPへBee☆R製作の2JZ-GTEエンジン搭載のトヨタ・86（ZN6）にて参戦。復帰初戦でベスト8まで勝ち進みシード入りし、続く第2戦もベスト8入りを果たす。
2018年、D1GP引退。
2019年から2021年にかけては、内海彰乃のスポッターとしてD1GPに全戦関わった。
2022年、俺だっ！レーシングのドライバーに起用され、D1GPへドライバーとして復帰。2JZ-GTE搭載のGRスープラを駆って第8・9戦に参戦した。第8戦（土曜日）の追走ベスト8中に廃車レベルの大クラッシュをしたが、メカニックの懸命な作業によりマシンは修理され、翌第9戦の朝には何もなかったかのようにピットに並んでいた。手塚自身はまだ痛そうだったが、走りには支障なく、2戦連続の追走進出を果たした。
2023年は俺だっ！レーシングのスポッターに転向し、自身が昨年搭乗していたGRスープラを駆る最上弦毅をコース外から支える。また、D1GPに並行して、FDJ3シリーズに参戦する高校生ドライバーの川瀬羚也のスポッターも務める。
2024年も引き続き俺だっ！レーシングのスポッター兼監督としてカラーリングが変わったGRスープラを駆る山中真生をコース外から支える。また、D1GPに並行して、FDJ2にシリーズ参戦している高校生ドライバーの川瀬羚也のスポッター兼総監督を務める。

## 人物
- 岐阜県各務原市に2店舗を置く自動車販売店「BEAST-R」の代表、「株式会社テヅカ自動車」の代表取締役社長を務める[1]。また、かつては愛知県の中古車販売店「きっず はあと」のスタッフとして働いており、店長を務めていたこともあった[2]。「きっず はあと」を退職した同年、岐阜県各務原市にてドリフトカー専門店BEAST-Rを開業。その数年後、父親の他界に伴い、以前からあった株式会社テヅカ自動車の社長を継いだ。
  - 「きっず はあと」のスタッフ時代には、独学でホームページの作り方やイラストレーターの使い方を覚え、店のホームページ制作やステッカー作成などを行っていた[2]。
  - BEAST-Rは2店舗（各務原東店と本店）あるが、このうち自身が立ち上げたのが各務原東店であり、株式会社テヅカ自動車を引き継いだのが本店である。現在は、両店共に運営会社はテヅカ自動車、屋号はBEAST-Rとなっている。
- ドリフトでは、攻撃的で迫力ある走りを特徴とする。
- 趣味はドリフト、ラジドリ、オートバイ、釣り、水上バイク、船の操船など比較的乗り物に関する物が多い[1]。
- カレーは「飲みもんや！」とかたくなに主張している。
- 座右の銘は、記録より記憶。攻撃的追走。でも勝ちに拘る。
- 追走では、超接近ドリフトで先行車のボディーに自車のフロントタイヤを軽く当てて、タイヤの跡を付けるのが最近の趣味らしい。
- エンジン付きの乗り物が大好きで、普通自動車以外にも、大型自動二輪、2級船舶免許、特殊小型船舶免許も取得している。